# Logan (Nevada)
Pour les articles homonymes, voir Logan.
Logan, dans le Nevada, est une ville fantôme située dans les collines à environ 15,3 km à l'ouest de Hiko et 4,0 km au sud de l'Irish Peak (en) dans le comté de Lincoln.
Logan a eu une brève existence comme camp minier lorsque du minerai d'argent y a été découvert en 1865 sur le flanc est de l'Irish Peak (en) juste au nord du Silver Canyon (en),,.
Une petite source d'eau appelée « Logan Springs » fournit une ressource essentielle pour la survie dans une région aussi aride et sévère.